# Alia Al Mansoori
Alia Al Mansoori (23 de julho de 2002) é uma adolescente dos Emirados Árabes e aluna da Escola Al Mawakeb. Em 2017 venceu o concurso "Genes in Space" (Genes no Espaço) nos Emirados Árabes Unidos. A competição incentiva alunos dos ensinos fundamental e médio a criar experimentos sobre os efeitos do espaço no DNA, com uma proposta para estudar como a exposição ao espaço afeta a saúde dos organismos vivos em seu nível celular. Sua experiência do Genes in Space foi para a Estação Espacial Internacional e foi usada na missão SpaceX CRS-12 de agosto de 2017.

## Biografia
Nascida nos Emirados Árabes Unidos, a estudante quer se tornar astronauta e sonha em ser a primeira mulher dos Emirados a viajar para Marte. Mansoori planeja estudar genética na universidade, buscando estudos de pós-graduação para se tornar uma astronauta.
Em agosto de 2017 o foguete Falcon 9 da SpaceX foi lançado do Centro Espacial Kennedy, na Flórida, levando para o espaço o projeto de Mansoori. Carregado na cápsula Dragon no topo do foguete da SpaceX, estava sua experiência vencedora na competição Genes in Space dos Emirados Árabes Unidos, patrocinada pela The National, pela Agência Espacial dos Emirados Árabes Unidos e pela Boeing. Segundo a Emirates News Agency, o projeto de Mansoori consistia no estudo de como mudanças na expressão genética induzidas por stress – como radiação cósmica ou microgravidade – podem ser detectadas no espaço, estabelecendo a detecção dos genes que as ativam.
Em abril de 2019, Mansoori se encontrou com Jair Bolsonaro no Palácio do Planalto. A audiência com o presidente foi acompanhada por Flávio Bolsonaro e Eduardo Gomes. Segundo o presidente, Mansoori pretende ir ao espaço em 2034, sendo lançada por um foguete no Centro de Lançamento de Alcântara.